# Єпіфанов Вадим Володимирович
Вадим Володимирович Єпіфанов (рос. Вадим Владимирович Епифанов; 28 вересня 1995, Вешкайма, Росія — 7 липня 2023, Україна) — російський офіцер, капітан ПДВ РФ. Герой Російської Федерації.

## Біографія
Закінчив Вешкаймську середню школу №2, Ульяновське суворовське військове училище та Рязанське повітрянодесантне командне училище. З 2022 року брав участь у вторгненні в Україну, командир розвідувальної роти десантно-штурмового полку десантно-штурмової дивізії. Загинув у бою. Похований в рідному селі.

## Нагороди
Отримав декілька нагород, серед яких:
- Орден Мужності — нагороджений двічі[1]
- Медаль Жукова[1]
- Звання «Герой Російської Федерації» (22 листопада 2023, посмертно) — «за мужність і героїзм, проявлені під час виконання військового обов'язку». 24 грудня медаль «Золота зірка» була вручена рідним Єпіфанова губернатором Ульяновської області Олексієм Русских.[2]